# Le Rapide de l'amour
Pour plus de détails, voir Fiche technique et Distribution.
Le Rapide de l'amour (titre original : Blitzzug der Liebe) est un film allemand réalisé par Johannes Guter sorti en 1925.
Il s'agit de l'adaptation de la nouvelle de Karl Hans Strobl.

## Synopsis
L'effrontée Lissy est amoureuse de son cousin Fred, mais à son grand mécontentement, il est extrêmement indifférent. Elle adorerait l'avoir comme compagnon officiel lors d'apparitions sociales, car cela correspond à l'étiquette habituelle dans les soi-disant "cercles supérieurs". Et donc elle va chercher une aide professionnelle. Une agence qui arrange des escortes est le contact idéal, mais elle énonce la règle « Flirt autorisé, amour interdit » dans son contrat. Comme Lissy veut enfin faire bouger un peu Fred fatigué, elle engage le charmant et joli Charley comme escorte. Il est notoirement fauché et est disponible pour cette raison uniquement, sans aucune arrière-pensée « gigolo », pour les femmes célibataires de la haute société. Lorsque Lissy et Charley se réunissent de cette manière, la danseuse Kitty entre en jeu, elle a l'œil sur le joli Charley et sent une concurrence massive en Lissy.
Cela signifie une double malchance pour Lissy : parce que maintenant non seulement les ennuis arrivent avec cette même Kitty, mais son plan ne fonctionne même pas, parce que Fred, qui doit être rendu jaloux, ne pense même pas à essayer d'avoir Lissy. Non, il se prend plutôt une escorte. Maintenant, Lissy en a enfin assez. Dans un dernier acte de désespoir, Lissy demande la main de Charley et le fait kidnapper à cette fin. Fred et Kitty soupçonnent qu'un grand malheur s'abat sur toutes les personnes impliquées, et avant que le pire du mariage ne se produise, les deux suivent Lissy et son futur mari dans une course folle.
La confrontation a lieu dans le village de montagne de Sebastian. Lissy a habilement tout calculé. Le mariage est faux et le pasteur n'est pas un vrai. Maintenant, le véritable éclair de l'amour peut commencer, car Lissy et Fred ainsi que Kitty et Charley reconnaissent qui appartient à qui, et les deux couples décident spontanément d'un double mariage.

## Fiche technique
- Titre : Le Rapide de l'amour
- Titre original : Blitzzug der Liebe
- Réalisation : Johannes Guter
- Scénario : Robert Liebmann (de)
- Direction artistique : Rudi Feld
- Photographie : Carl Hoffmann
- Producteur : Erich Pommer
- Société de production : UFA
- Société de distribution : UFA
- Pays d'origine : Allemagne  République de Weimar
- Langue : allemand
- Format : Noir et blanc - 1,33:1 - 35 mm
- Genre : Comédie
- Durée : 2 456 m
- Dates de sortie :
  - Allemagne  République de Weimar : 6 mai 1925.
  - Finlande : 21 septembre 1925.
  - Danemark : 15 février 1926.
  - France : 15 février 1926[1].
  - Royaume-Uni : 12 mai 1927.

## Distribution
- Lillian Hall-Davis : Lissy
- Nigel Barrie : Fred
- Willy Fritsch : Charley
- Ossi Oswalda : Kitty
- Jenny Jugo : une sportive
- Ernst Hofmann : un journaliste

ainsi que Josefine Dora, Karl Platen, Werner Westerholt, Henry Bender (de), Georg John, Hans Junkermann, Hans Oberländer (de), Philipp Manning (de)

## Production
Tourné de février au printemps 1925 sous le titre Kavalier zu vermieten, Le Rapide de l'amour est présenté le 6 mai de la même année à l'Ufa-Palast am Zoo.

## Source de traduction
- (de) Cet article est partiellement ou en totalité issu de l’article de Wikipédia en allemand intitulé « Blitzzug der Liebe » (voir la liste des auteurs).

1. 1 2  « Cinémas », Comœdia, vol. 20, no 4933,‎ 29 juin 1926, p. 2 (lire en ligne)
2. ↑  (en) Ursula Hardt, From Caligari to California : Erich Pommer's Life in the International Film Wars, Berghahn Books, 1996, 256 p. (ISBN 9781571810250, lire en ligne), p. 232
3. ↑  (de) Heike Goldbach, Ein Feuerwerk an Charme - Willy Fritsch : Der Ufa-Schauspieler. Über eine große Filmkarriere in wechselhaften Zeiten, tredition, 2017, 472 p. (ISBN 9783743912922, lire en ligne)